# Mychel Thompson
Mychel Leslie Thompson (Los Angeles, 1º giugno 1988) è un ex cestista e allenatore di pallacanestro statunitense con cittadinanza bahamense.

## Biografia
Il padre è l'ex cestista bahamense Mychal Thompson. È inoltre fratello maggiore sia di Klay, cestista campione del mondo nel 2014 e campione NBA nel 2015, 2017, 2018 e 2022 con i Golden State Warriors, che di Trayce, giocatore di baseball professionista.

## Carriera
Ha al suo attivo 5 partite in NBA, disputate con i Cleveland Cavaliers nel corso della stagione 2011-2012.
Gran parte della sua carriera si svolse tuttavia in squadre della NBA Development League.
Iniziò la stagione 2015-2016 nella Serie A italiana con i colori della Pallacanestro Varese, parentesi però terminata in anticipo visto che il 22 dicembre 2015 la società lombarda comunicò la rescissione consensuale del contratto.
Nel 2019 si dedicò al campionato BIG3, oltre che continuare a giocare nella nazionale bahamense.

## Palmarès
- Campione NBDL (2015)